# Zhang Jie (auteur)
Zhang Jie (27 april 1937 - 21 januari 2022) was een Chinese schrijfster, vooral bekend om haar werken waarin de ervaringen van vrouwen in de veelbewogen 20e eeuw in China centraal staan.
Zhang Jie werd alleen door haar moeder grootgebracht, en om die reden heeft ze haar moeders achternaam en houdt ze ook de jiaxiang aan van haar moeder, die afkomstig is uit Fushun. Zhang Jie groeide ook op in Liaoning. In 1956 werd Zhang toegelaten tot de Renmin-universiteit in Beijing, waar ze economie studeerde. In een interview zei ze daarover later: 'Ik heb er nog steeds spijt van dat ik geen brede kunstenopleiding heb gehad.' In 1960 werd ze na haar afstuderen geplaatst bij het Eerste Ministerie voor Machinebouw. Ze liet haar moeder overkomen naar de hoofdstad. Zhang trouwde en in 1963 kreeg het echtpaar een dochter, Tang Di.
Tijdens de Culturele Revolutie werd Zhang te werk gesteld in Jiangsu, terwijl haar familie achterbleef in Beijing. Ze bleven vier jaar lang van elkaar gescheiden. Toen de politieke stormen wat gingen liggen, keerde Zhang terug naar Beijing, waar ze haar werk bij het ministerie hervatte.
Zhang Jie begon in de jaren 1970 met schrijven. In 1978 debuteerde ze met het korte verhaal 'De kinderen van het woud'. Ze had daarmee meteen succes en werd lid van de Chinese Schrijversvereniging. In 1979 volgde de novelle De liefde moet niet vergeten worden, over een vrouw die haar hele leven blijft houden van een getrouwde man, waardoor haar dochter besluit dat ze überhaupt niet wil trouwen. Het boek werd bekritiseerd door sommige overheidsfunctionarissen, die vonden dat Zhang de socialistische waarden ondermijnde door te schrijven over liefde buiten het huwelijk. Maar het werk was zeer populair.
In 1985 won Zhang de Mao Dun-literatuurprijs met de roman Zware Vleugels, en in 2005 won ze hem nogmaals met Zonder woorden (无字 Wú zì), een roman in meerdere delen die via verschillende personages de gewelddadige twintigste eeuw van China duidt. Ze is de enige schrijver die de Mao Dun-prijs twee keer gewonnen heeft.
Zhang woonde in Beijing.

## Werk van Zhang Jie uitgegeven in het Nederlands
- Zware vleugels (沉重的翅膀 Chénzhòng de chìbǎng) (Breda: De Geus, 1986)
- De ark (方舟 Fāngzhōu, 1984), vertaald door Eduard Broeks (Breda: De Geus, 1987)
- De liefde moet niet vergeten worden (爱是不能忘记的 Ài shì bù néng wàngjì de), vertaald door Elly Hagenaar (1988)
- Als er niets gebeurt, blijft alles hetzelfde, vertaald door Koos Kuiper (Breda: De Geus, 1990)
- Smaragd (祖母录 Zǔmǔ lù), vertaald door Elly Hagenaar (Breda: De Geus, 1991)
- Er is maar één zon (只有一个太阳 Zhǐ yǒu yīge tàiyáng), vertaald door Koos Kuiper (Breda: De Geus, 1992)
- Mijn moeder: autobiografisch verhaal (世界上最疼我的那个人去了 Shìjièshàng zuì téng wǒ de nàge rén qùle), vertaald door Koos Kuiper (Breda: De Geus, 1998)

- Bibsys: 90146631
- Bibliothèque nationale de France: cb12104745g (data)
- Catàleg d'autoritats de noms i títols de Catalunya: 981058517684306706
- CiNii: DA08020974
- Gemeinsame Normdatei: 119035081
- International Standard Name Identifier: 0000 0001 0937 2634
- Library of Congress Control Number: n84025674
- Nationale Bibliotheek van Tsjechië: jo2010589183
- Nationale bibliotheek van Australië: 36625572
- Nationale Bibliotheek van Israël: 987007259703405171
- Nederlandse Thesaurus van Auteursnamen: 071774394
- Système universitaire de documentation: 029414458
- Trove: 1340806
- Virtual International Authority File: 113588469
- WorldCat: E39PBJx8BdhGPQMfbQK4DbXKh3